# Clidemia silvicola
Clidemia silvicola är en tvåhjärtbladig växtart som beskrevs av Henry Allan Gleason. Clidemia silvicola ingår i släktet Clidemia och familjen Melastomataceae. Inga underarter finns listade i Catalogue of Life.